# Deke Slayton
Donald Kent „Deke“ Slayton (* 1. März 1924 in Sparta, Wisconsin; † 13. Juni 1993 in League City, Texas) war ein US-amerikanischer Raumfahrer. Er gehörte zur ersten Astronautengruppe, die 1959 ausgewählt wurde. Seinen ersten und einzigen Raumflug machte er jedoch erst 1975 im Rahmen des Apollo-Sojus-Test-Projekts.

## Beginn der Karriere

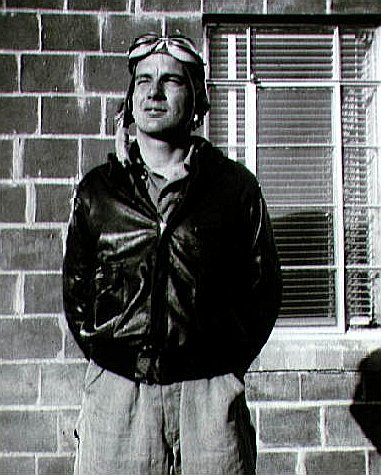
Slayton während des Zweiten Weltkriegs

An Slaytons 18. Geburtstag, dem 1. März 1942, trat er in die US-Luftwaffe ein. Nach seiner Ausbildung als Pilot wurde er nach Europa versetzt, wo er 1943 und 1944 Bombereinsätze flog. Mitte 1944 kehrte er in die USA zurück und diente als Fluglehrer für Bomberpiloten. Im April 1945 kehrte er noch einmal als Pilot an die Front zurück, dieses Mal für Einsätze gegen Japan.
Ab 1946 studierte er Luftfahrttechnik an der University of Minnesota und wurde 1949 von der Boeing Aircraft Corporation in Seattle angestellt, wo er an elektrischen Systemen und Tragflächenformen arbeitete.
1951 diente Slayton in der Air National Guard, zuerst in Minneapolis, Minnesota, später in Bitburg, Deutschland. Dort lernte er Marjorie Lunney kennen, die er am 15. Mai 1955 heiratete.
Slayton kehrte im Juni 1955 in die USA zurück und schrieb sich bei der Testpilotenschule der US-Luftwaffe in der Edwards Air Force Base ein. Vom Januar 1956 bis April 1959 war er dort Testpilot.

## Mercury-Astronaut ohne Flug
Slayton gehörte zu den 110 Testpiloten, die in die engere Wahl für die zukünftige Astronautengruppe der NASA kamen. Er bestand alle Tests und gehörte zu der Gruppe der Mercury Seven, den sieben Astronauten, die am 9. April 1959 der Öffentlichkeit vorgestellt wurden.
Jeder der sieben Astronauten bekam ein Spezialgebiet zugewiesen, um sicherzustellen, dass die Erfahrung der Testpiloten in die Entwicklung einfließen konnte. Slayton sollte sich dabei besonders um die Atlas-Rakete kümmern, die die Mercury-Raumschiffe in die Erdumlaufbahn bringen sollte.
Es war geplant, dass einige der Astronauten zuerst einen ballistischen Flug machen sollten, der von einer Redstone-Rakete angetrieben würde. Slaytons Flug MR-6 (Mercury-Redstone), der vierte Start eines Mercury-Raumschiffs, war für Herbst 1961 vorgesehen.
Nach den erfolgreichen Erdumkreisungen der sowjetischen Kosmonauten Juri Gagarin und German Titow wurde die Anzahl der suborbitalen Redstone-Flüge auf drei reduziert, was Slayton zum ersten Amerikaner in der Erdumlaufbahn gemacht hätte. Als die Redstone-Flüge von Alan Shepard und Virgil Grissom jedoch erfolgreich waren, sollte bereits der dritte bemannte Mercury-Flug mit einer Atlas-Rakete in den Orbit führen. Am 29. November 1961 wurden John Glenn und Slayton als Besatzungen für die MA-6 im Dezember und MA-7 im April 1962 bekannt gegeben.
Slayton hätte seinen Flug Delta 7 genannt, doch er kam nicht dazu, in den Weltraum zu fliegen. Aufgrund eines Herzproblems, das der NASA allerdings seit 1959 bekannt war, wurde Slayton am 15. März 1962 die Flugtauglichkeit abgesprochen. Anstatt seines Ersatzmannes Walter Schirra flog dann Scott Carpenter am 24. Mai die Mission MA-7, die er Aurora 7 nannte, und Schirra am 30. Oktober MA-8.

## Schreibtischkarriere
Slayton nahm zwar vorerst noch am Astronautentraining und den medizinischen Untersuchungen teil, übernahm aber innerhalb der NASA immer mehr Verwaltungsaufgaben. So wurde er zum Koordinator der Astronautenaktivitäten ernannt und leitete das neu gegründete Astronautenbüro für die Projekte Mercury, Gemini und Apollo. 1963 wurde er bei einer Umstrukturierung der NASA stellvertretender Direktor der Flight Crew Operations, ab 1966 dessen Direktor.
Im November 1963 schied Slayton aus der US-Luftwaffe aus, blieb aber nach wie vor inaktiver Astronaut der NASA.
Slayton war somit dafür zuständig, die Astronauten bestimmten Missionen von Gemini und Apollo zuzuteilen. Er war es, der entschied, wer welches Raumschiff steuerte, und wer den Mond betreten durfte.
Im Spielfilm Der Stoff, aus dem die Helden sind aus dem Jahr 1983 wurde Slayton durch den Schauspieler Scott Paulin verkörpert, in dem 1995 erschienenen Spielfilm Apollo 13 über die namensgebende Mission spielte ihn Chris Ellis, und im Spielfilm Aufbruch zum Mond von 2018 über Neil Armstrongs Lebensweg bis zur ersten Mondlandung wurde er von Kyle Chandler dargestellt.

## Der späte Flug ins All
In der Zwischenzeit tat Slayton alles, um vielleicht wieder in den aktiven Astronautenstatus zurückzukehren: er machte tägliche Übungen, gab das Rauchen und Kaffeetrinken auf und reduzierte den Alkoholkonsum. Sein Herzproblem verschwand im Sommer 1970, und so wurde ihm nach umfangreichen Untersuchungen im März 1972 wieder die volle Flugtauglichkeit für die bemannte Weltraumfahrt bescheinigt. Kurzerhand nominierte er sich selbst für diese auf absehbare Zeit hin letzte bemannte Mission der NASA und zwar gleich als Kommandanten mit Jack Swigert als Piloten und dem dann tatsächlich eingesetzten Vance Brand als Operator für das Kopplungsmodul. Die Führung der NASA folgte seinem Vorschlag in dieser Form nicht. Am 9. Februar 1973 wurde Slayton zusammen mit Tom Stafford und Vance Brand dem Apollo-Sojus-Test-Projekt zugeteilt, dem ersten amerikanisch-sowjetischen Rendezvous im All.
Es folgte ein zweijähriges intensives Training, das das Erlernen der russischen Sprache und zahlreiche Reisen in die UdSSR beinhaltete. Slayton musste dafür ab Februar 1974 seine Arbeit als Direktor des Flugbetriebs ruhen lassen.
Der Flug fand vom 15. Juli bis zum 24. Juli 1975 statt, Slayton übernahm dabei die Aufgabe des Dockingmodul-Piloten. Mit 51 Jahren war er der bis dahin älteste Weltraumneuling. Das Apollo-Raumschiff koppelte in der Erdumlaufbahn an Sojus 19, und die Astronauten und Kosmonauten konnten über das Docking-Modul von einem Raumschiff in das andere umsteigen. Slayton verbrachte eine Stunde und 35 Minuten an Bord der Sojus. Bei der Rückkehr des Apollo-Raumschiffs wäre es beinahe noch zu einer Katastrophe gekommen. Nachdem die Fallschirme manuell ausgelöst wurden, zündeten die Lagesteuerdüsen, und durch ein Ausgleichsventil strömten giftige Gase in die Landekapsel. Glücklicherweise blieben bei den drei Astronauten keine Schäden zurück.

## Das Shuttle
Das ASTP war der letzte Flug eines Apollo-Raumschiffs, und die NASA konzentrierte sich auf den neuen Raumgleiter Space Shuttle.
Ab Dezember 1975 war Slayton Leiter des Anflug- und Lande-Testprogramms (Approach and Landing Tests, kurz: ALT) des Shuttles Enterprise in Kalifornien.
Nach dem Ende dieses Projektes im November 1977 war er bis Februar 1982 Manager des Orbital Flight Training Programms und bereitete die ersten sechs Flüge des Space Shuttles vor. Slayton war auch für die Überführung des Shuttles mit einer umgebauten Boeing 747 zuständig.

## Nach der NASA
Slayton schied am 27. Februar 1982 aus der NASA aus und wurde Präsident von Space Services Inc., einer privaten Firma der Raumfahrtindustrie, die im September 1982 erfolgreich die Conestoga-Rakete startete. Außerdem übernahm er auch Aufgaben und Positionen bei anderen Firmen und Organisationen. 1983 heiratete er ein zweites Mal.
Deke Slayton starb am 13. Juni 1993 in League City im Alter von 69 Jahren an einem Hirntumor.
Das am 28. Oktober 2014 beim Start verunglückte Transportraumschiff Cygnus Orb-3 sowie dessen Nachfolger Cygnus OA-4 wurden nach ihm benannt.